# Épinouze
Épinouze é uma comuna francesa na região administrativa de Auvérnia-Ródano-Alpes, no departamento de Drôme. Estende-se por uma área de 11,21 km². Em 2010 a comuna tinha 1 547 habitantes (densidade: 138 hab./km²).